# Габор Терек
Габор Терек (угор. Török Gábor; 30 травня 1936 — 4 січня 2004) — угорський футбольний воротар, який виступав за клуб «Уйпешт»
На літніх Олімпійських іграх 1960 року зі збірною Угорщини з футболу виграв бронзову медаль.

## Титули і досягнення
- Чемпіон Угорщини: 1959-60
- Бронзовий олімпійський призер: 1960